# Léotade d'Auch
Léotade d'Auch, Léothade ou Leothadius, saint Léotade, a été évêque d'Auch entre 691 et sa mort, en 718. Il est peut-être issu de la famille d'Eudes, duc d'Aquitaine.

## Biographie
Il a d'abord été abbé de Moissac entre 678 et 691. Son nom apparaît sur la charte de Nizezius en 680 qui est le plus ancien acte connu concernant l'abbaye.
Un sarcophage en marbre des Pyrénées datant du Ve siècle lui a servi de sépulture. On peut l'admirer dans la crypte de la cathédrale Sainte-Marie d'Auch.
Il est fêté le 23 octobre.